# Kramolín (ort i Tjeckien, Vysočina)
Kramolín är en ort i Tjeckien.   Den ligger i regionen Vysočina, i den sydöstra delen av landet, 160 km sydost om huvudstaden Prag. Kramolín ligger 426 meter över havet och antalet invånare är 121. Den ligger vid sjön Údolní nádrž Dalešice.
Terrängen runt Kramolín är platt. Runt Kramolín är det ganska glesbefolkat, med 38 invånare per kvadratkilometer. Närmaste större samhälle är Ivančice, 18,2 km öster om Kramolín. Trakten runt Kramolín består till största delen av jordbruksmark.